# تراموا کلرمون-فران
تراموا کلرمون-فران (فرانسوی: Tramway de Clermont-Ferrand‎) سیستم تراموا در شهر کلرمون-فران، فرانسه است.
این تراموا که در سال ۲۰۰۶ تأسیس شده دارای ۱ خط، ۳۴ ایستگاه و ۱۵٫۷ کیلومتر طول می‌باشد.

## نگارخانه

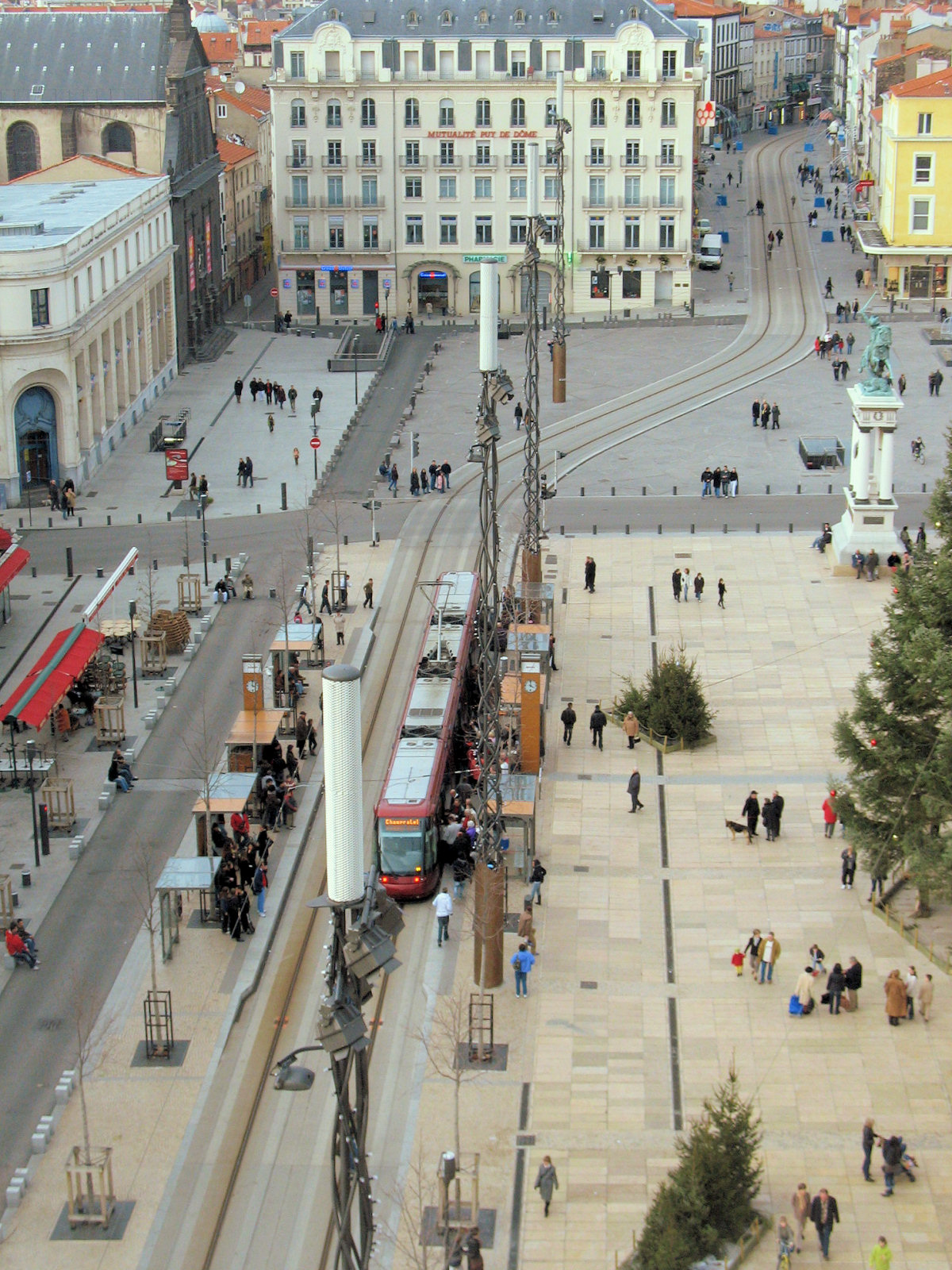
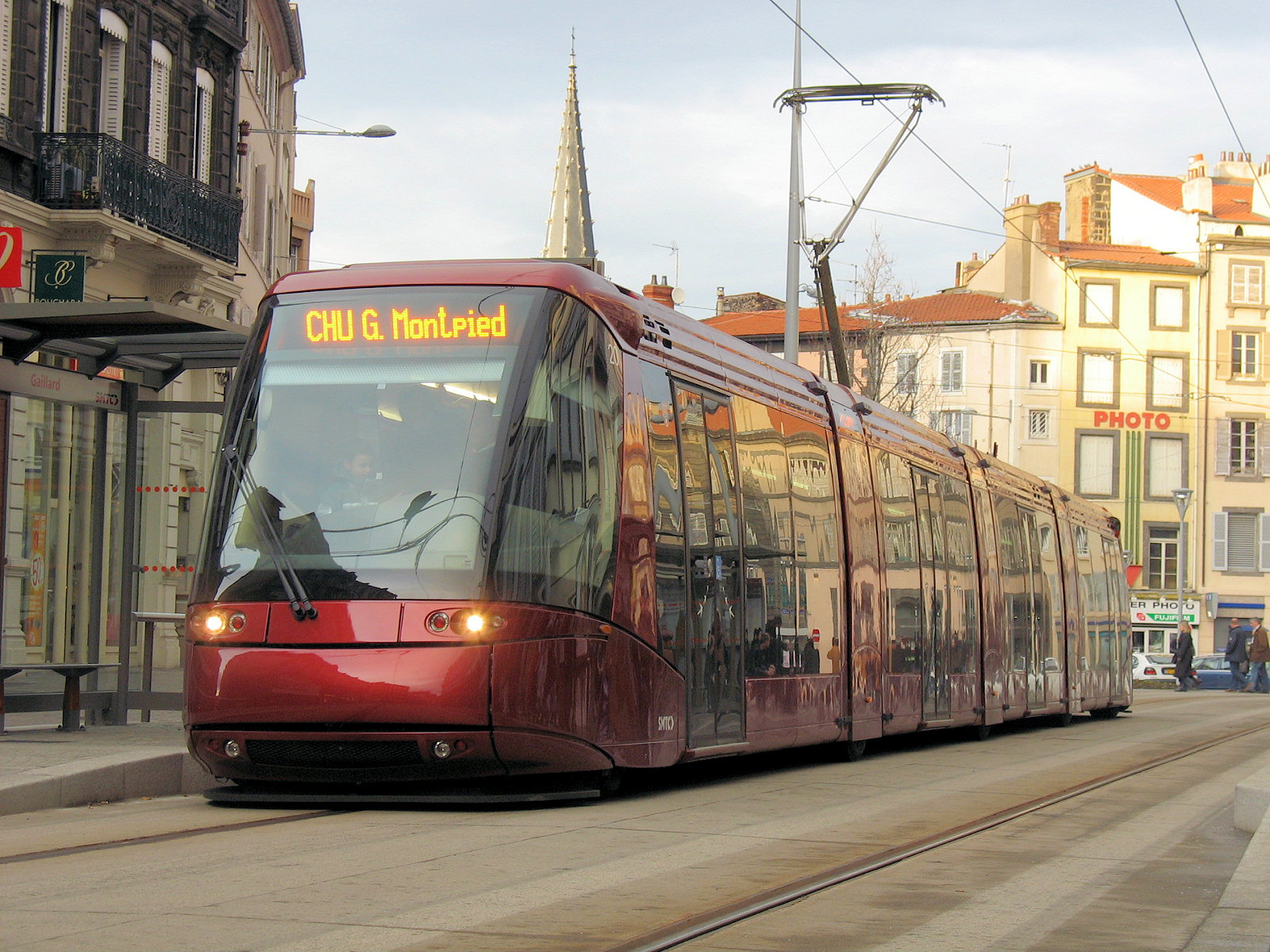
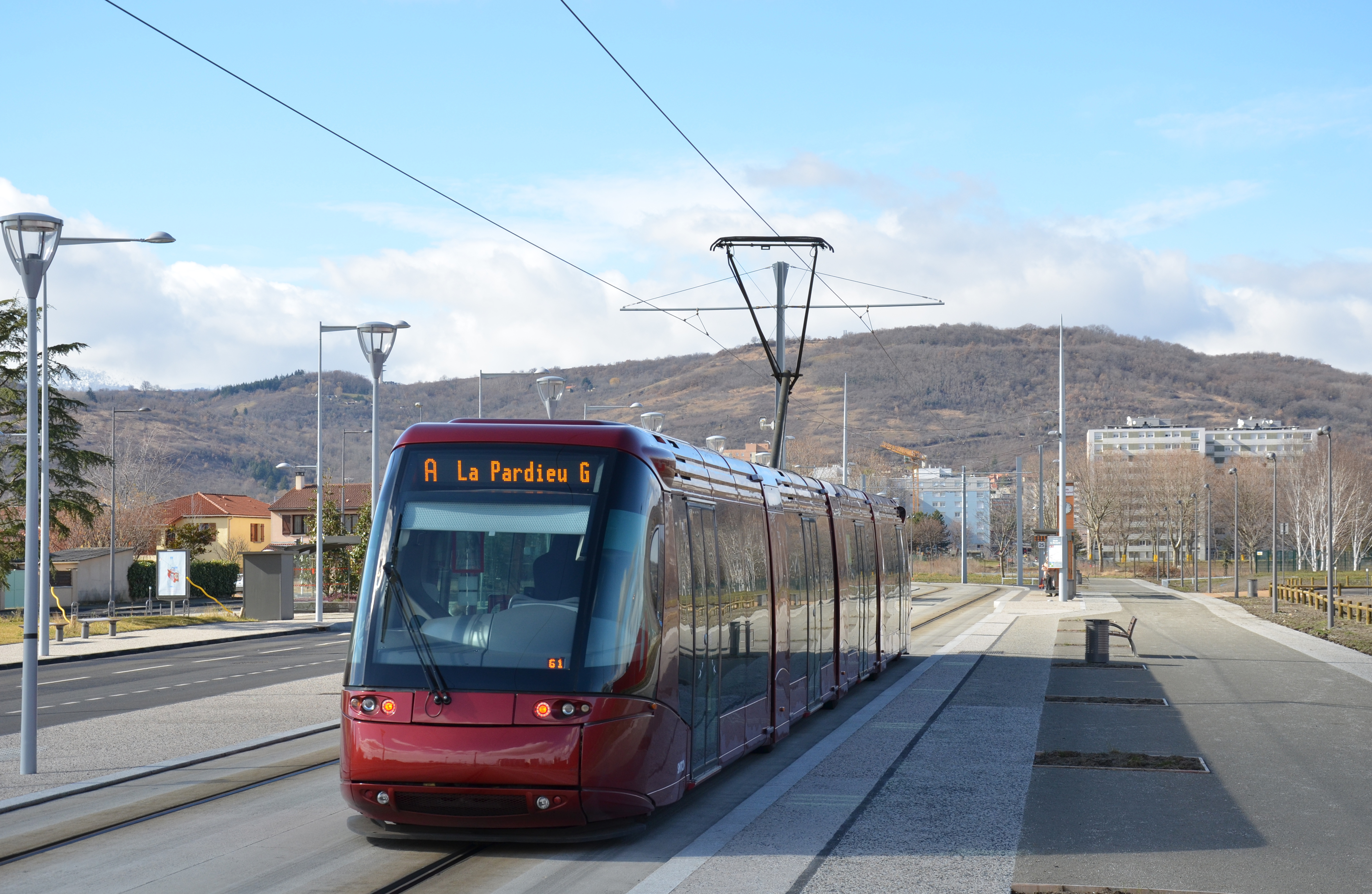
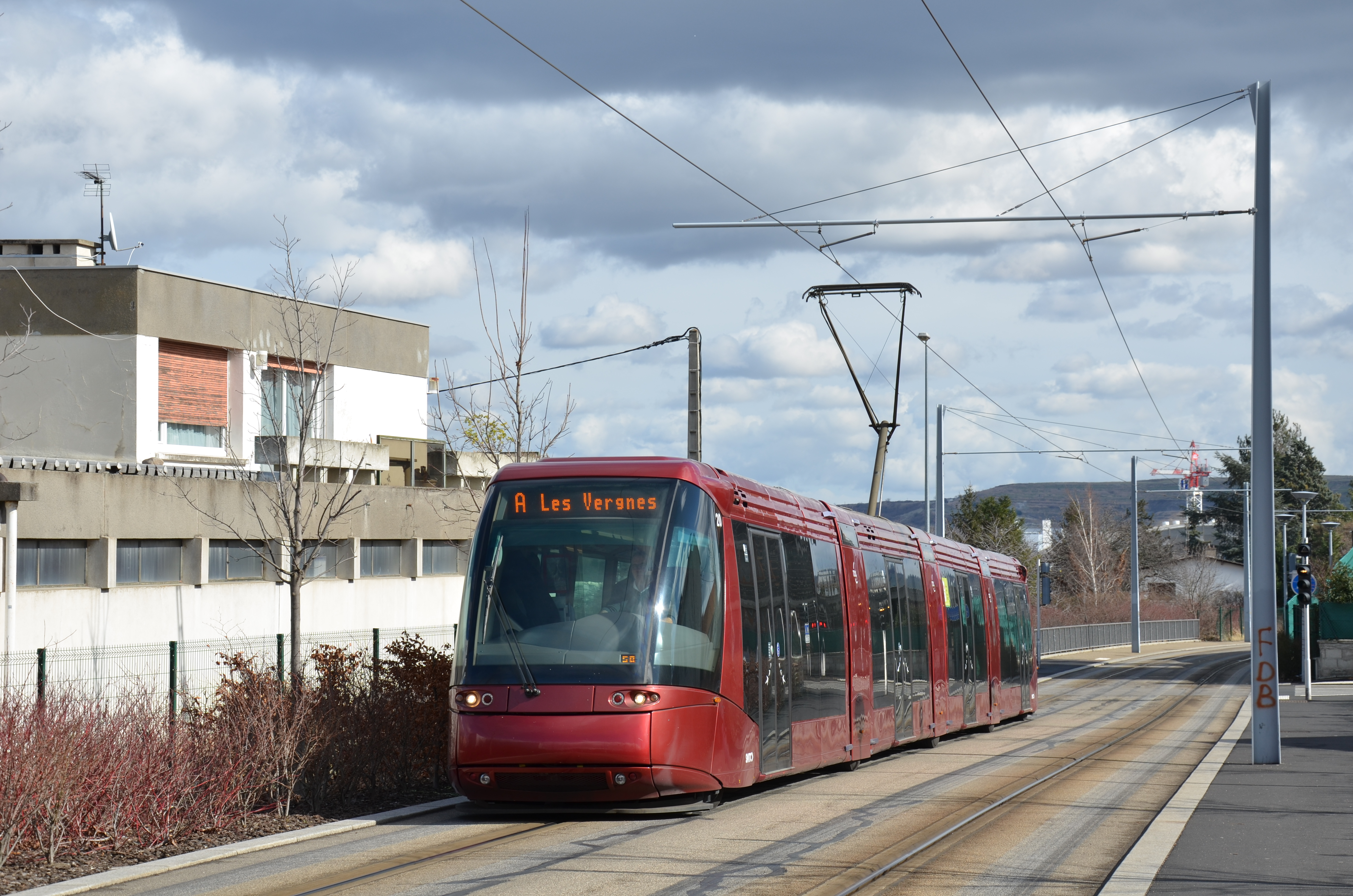